# Clinique Kirklin
La Clinique Kirklin (en anglais : Kirklin Clinic) est la principale clinique pour adulte de l'UAB Hospital (en) et de la faculté de médecine de l'université d'Alabama (en) à Birmingham dans l'Alabama, aux États-Unis.
Le bâtiment a été conçu par l'architecte américain Ieoh Ming Pei.